# 石渡満子

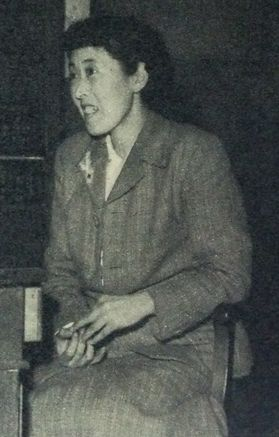
1953年

石渡 満子（いしわた みつこ、1905年(明治38年)1月13日 - 1974年(昭和49年)8月27日）は、日本の裁判官、弁護士。女性として日本で最初に裁判官となった。

## 略歴
神奈川県（京都府との説もある）にて、旧名主であり官吏の家の4人姉妹の長女として出生。1922年東京女子高等師範学校附属高等女学校本科卒業、1926年東京女子高等師範学校卒業。卒業と同時に結婚する。8年後に離婚し、法曹を志し、明治大学に進学し、1944年に卒業。1945年司法試験に合格。1948年婦人法律普及会を結成。
1949年女性初の判事補として東京地方裁判所に赴任。1950年婦人人権擁護同盟を組織。1961年判事となり、関東各地の地方裁判所に赴任。1970年横浜地方裁判所横須賀支部で定年退官。弁護士となり、第二東京弁護士会に所属。